# Londra (čamac)
Londra je vrsta čamca koji se kreće pokretan ljudskom snagom (veslanjem) i snagom vjetra (jedra). Bernhard Švarc u putopisnoj knjizi sa kraja 19. vijeka o Crnoj Gori na nekoliko mjesta spominje londru. Vozili su je rijekom Bojanom ka Skadru četiri veslača. Uska londra je gurnuta u vodu, a prtljag je ubačen u nju, nakon čega su se smjestili Švarc i Rovinski. Crnogorske londre su saobraćale po Skadarskom jezeru prevozeći robu (sol i dr.) i putnike. Jako nevrijeme, kiša i oluja su prijetili da se "brod" prevrne. U kasnijoj posjeti Rijeci Crnojevića je vidjeo mnogobrojne londre prepune ljudi koji su pjevali i klicali, a kretali su se lagano u pravcu Skadarskog jezera. Sa visine, odakle su ih posmatrali, ovi čamci su izgledali kao ljuske oraha. I neki drugi putopisci, kao Kamilo Morgan (napisao na osnovu utisaka i doživljaja sa lovačkog i istraživačkog putovanja koje je obavljeno u jesen 1911. godine), koji su opisivali Crnu Goru, spominju lovljenje ribe na sredini Skadarskog jezera, tipom čamca, londra: "U sredini jezera riba se hvata pomoću velikih čamaca tipa londre, na kojima mogu da se podignu i jedra, kao kod italijanskih čamaca zvanih Chiooggiootten, dok se uz obalu riba hvata samo pomoću manjih veslačkih čamaca koji su istog tipa." Iz navedenoga se vidi da su se na ovaj veliki tip čamca mogla podići i jedra.
Spiridon Gopčević u knjizi Stara Srbija i Makedonija spominje londre sa Skadarskog jezera. Putujući Ohridskim jezerom konstatuje: "Čamac na kome besmo, razlikovao se neprobitačnošću od tako zvanih Londra na Skadarskom jezeru. Dok su ovi vitki i visokokljuni, dotle čamci na oridskom jezeru liče na one iz kamenog doba."

## Etimologija
Sam naziv je identičan italijanskom nazivu za London, Londra, pa bi se etimologija toponima London mogla posmatrati i iz ovog ugla (London se razvio na rijeci Temzi.) U 19. vijeku na balkanskoj strani jadranskog priobalja se paralelno koristila ova riječ i za ovaj čamac i za grad. (Lujo Vojnović: "...na svome putu sastao u Londri plemenitoga Lorda...") Prema teoriji koju je 1998. izneo engleski lingvista Ričard Kouts ime grada predstavlja dio najstarije izvorne evropske toponimije, i vjerovatno potiče od prakeltske riječi Plowonida sa opisom hidronima izvedenim iz reči plew i nejd a koja označava široku rijeku. Plew je u mogućoj vezi sa plovidbom, plovljenjem, a dra je vožnja, drive (drajv), i označava tok (suprotnost je statičnosti) kao u hidronimima Drina, Drim, Drava...